# 24 Heures du Mans 1989
Navigation
Édition précédente Édition suivante
Les 24 Heures du Mans 1989 sont la 57e édition de l'épreuve et se déroulent les 10 et 11 juin 1989 sur le circuit de la Sarthe.

## Essais
| Pos. | Pilote               | Voiture            | N°  | Temps         |
| ---- | -------------------- | ------------------ | --- | ------------- |
| 1    | Jean-Louis Schlesser | Sauber-Mercedes C9 | 62  | 3 min 15 s 04 |
| 2    | Mauro Baldi          | Sauber-Mercedes C9 | 61  | 3 min 15 s 67 |
| 3    | Jan Lammers          | Jaguar XJR-9       | 1   | 3 min 18 s 35 |
| 4    | Davy Jones           | Jaguar XJR-9       | 3   | 3 min 19 s 48 |
| 5    | Hans-Joachim Stuck   | Porsche 962C       | 9   | 3 min 19 s 80 |
| 6    | Alain Ferté          | Jaguar XJR-9       | 4   | 3 min 20 s 19 |
| 7    | Oscar Larrauri       | Porsche 962C       | 17  | 3 min 20 s 26 |
| 8    | John Nielsen         | Jaguar XJR-9       | 2   | 3 min 20 s 65 |
| 9    | Sarel Van der Merwe  | Porsche 962C       | 5   | 3 min 21 s 51 |
| 10   | George Fouché        | Porsche 962C       | 11  | 3 min 22 s 70 |
| 11   | Jochen Mass          | Sauber-Mercedes C9 | 63  | 3 min 22 s 86 |
| 12   | Martin Donnelly      | Nissan R89C        | 24  | 3 min 24 s 09 |
| 13   | Frank Jelinski       | Porsche 962C       | 7   | 3 min 24 s 77 |
| 14   | Giovanni Lavaggi     | Porsche 962C       | 10  | 3 min 24 s 92 |
| 15   | Geoff Brabham        | Nissan R89C        | 25  | 3 min 25 s 38 |
| 16   | Takashi Yorino       | Mazda 767 B        | 202 | 3 min 25 s 45 |
| 17   | Geoff Lees           | Toyota 89C-V       | 37  | 3 min 25 s 60 |
| 18   | Vern Schuppan        | Porsche 962C       | 55  | 3 min 26 s 89 |
| 19   | Kazuyoshi Hoshino    | Nissan R89C        | 23  | 3 min 26 s 95 |
| 20   | Walter Lechner       | Porsche 962C       | 6   | 3 min 27 s 07 |
| 21   | Derek Bell           | Porsche 962C       | 14  | 3 min 27 s 75 |
| 22   | Jean Alesi           | Porsche 962C       | 33  | 3 min 27 s 79 |
| 23   | Steven Andskar       | Porsche 962C       | 15  | 3 min 27 s 97 |
| 24   | Paolo Barilla        | Toyota 89C-V       | 36  | 3 min 28 s 32 |
| 25   | Kaoru Hoshino        | Toyota 88C         | 38  | 3 min 28 s 64 |

## Nombre de pilotes qualifiés pour la course
En cette année 1989, 166 pilotes se qualifient pour cette cinquante-septième édition des 24 Heures du Mans mais à la suite du retrait d'une voiture, ce sont 164 d'entre eux qui prendront le départ de la course ce qui constitue malgré tout, un nouveau record en termes de participations. Après trois années sans femmes au départ de l'épreuve, Lyn St. James signe ici le retour de ces dernières sur la classique mancelle, en participant à sa première course.
| 45 Français   | 38 Britanniques | 17 Japonais | 10 Allemands    | 10 Américains |
| 9 Italiens    | 4 Belges        | 4 Suédois   | 4 Suisses       | 3 Australiens |
| 3 Autrichiens | 3 Espagnols     | 3 Irlandais | 3 Sud-Africains | 2 Danois      |
| 2 Néerlandais | 1 Argentin      | 1 Brésilien | 1 Chilien       | 1 Grec        |
| 1 Marocain    | 1 Norvégien     |             |                 |               |

## Déroulement de la course

### Classements intermédiaires
| Pos. | Après la 1re heure | Après la 1re heure                                                                | Après 6 heures | Après 6 heures                                                                                | Après 12 heures | Après 12 heures                                                                               | Après 18 heures | Après 18 heures                                                                               |
| Pos. | n°                 | Voiture / Pilotes                                                                 | n°             | Voiture / Pilotes                                                                             | n°              | Voiture / Pilotes                                                                             | n°              | Voiture / Pilotes                                                                             |
| ---- | ------------------ | --------------------------------------------------------------------------------- | -------------- | --------------------------------------------------------------------------------------------- | --------------- | --------------------------------------------------------------------------------------------- | --------------- | --------------------------------------------------------------------------------------------- |
| 1    | 3                  | Silk Cut Jaguar ( Tom Walkinshaw Racing) Jaguar XJR-9LM (C1) Jones - Daly - Kline | 9              | Joest Racing Porsche 962C (C1) Stuck - Wollek                                                 | 1               | Silk Cut Jaguar ( Tom Walkinshaw Racing) Jaguar XJR-9LM (C1) Lammers - Tambay - Gilbert-Scott | 63              | Team Sauber Mercedes Sauber C9 (C1) Mass - Reuter - Dickens                                   |
| 2    | 63                 | Team Sauber Mercedes Sauber C9 (C1) Mass - Reuter - Dickens                       | 7              | Joest Racing Porsche 962C (C1) Jelinski - Raphanel - Krages                                   | 61              | Team Sauber Mercedes Sauber C9 (C1) Baldi - Acheson - Brancatelli                             | 61              | Team Sauber Mercedes Sauber C9 (C1) Baldi - Acheson - Brancatelli                             |
| 3    | 9                  | Joest Racing Porsche 962C (C1) Stuck - Wollek                                     | 61             | Team Sauber Mercedes Sauber C9 (C1) Baldi - Acheson - Brancatelli                             | 63              | Team Sauber Mercedes Sauber C9 (C1) Mass - Reuter - Dickens                                   | 9               | Joest Racing Porsche 962C (C1) Stuck - Wollek                                                 |
| 4    | 7                  | Joest Racing Porsche 962C (C1) Jelinski - Raphanel - Krages                       | 1              | Silk Cut Jaguar ( Tom Walkinshaw Racing) Jaguar XJR-9LM (C1) Lammers - Tambay - Gilbert-Scott | 2               | Silk Cut Jaguar ( Tom Walkinshaw Racing) Jaguar XJR-9LM (C1) Nielsen - Wallace - Cobb         | 55              | Omron-Team Schuppan Porsche 962C (C1) Schuppan - Elgh - Brabham                               |
| 5    | 17                 | Brun Motorsport Porsche 962C (C1) Larrauri - Brun - Pareja                        | 4              | Silk Cut Jaguar ( Tom Walkinshaw Racing) Jaguar XJR-9LM (C1) Ferté - Ferté - Salazar          | 4               | Silk Cut Jaguar ( Tom Walkinshaw Racing) Jaguar XJR-9LM (C1) Ferté - Ferté - Salazar          | 1               | Silk Cut Jaguar ( Tom Walkinshaw Racing) Jaguar XJR-9LM (C1) Lammers - Tambay - Gilbert-Scott |

### Classement final de la course

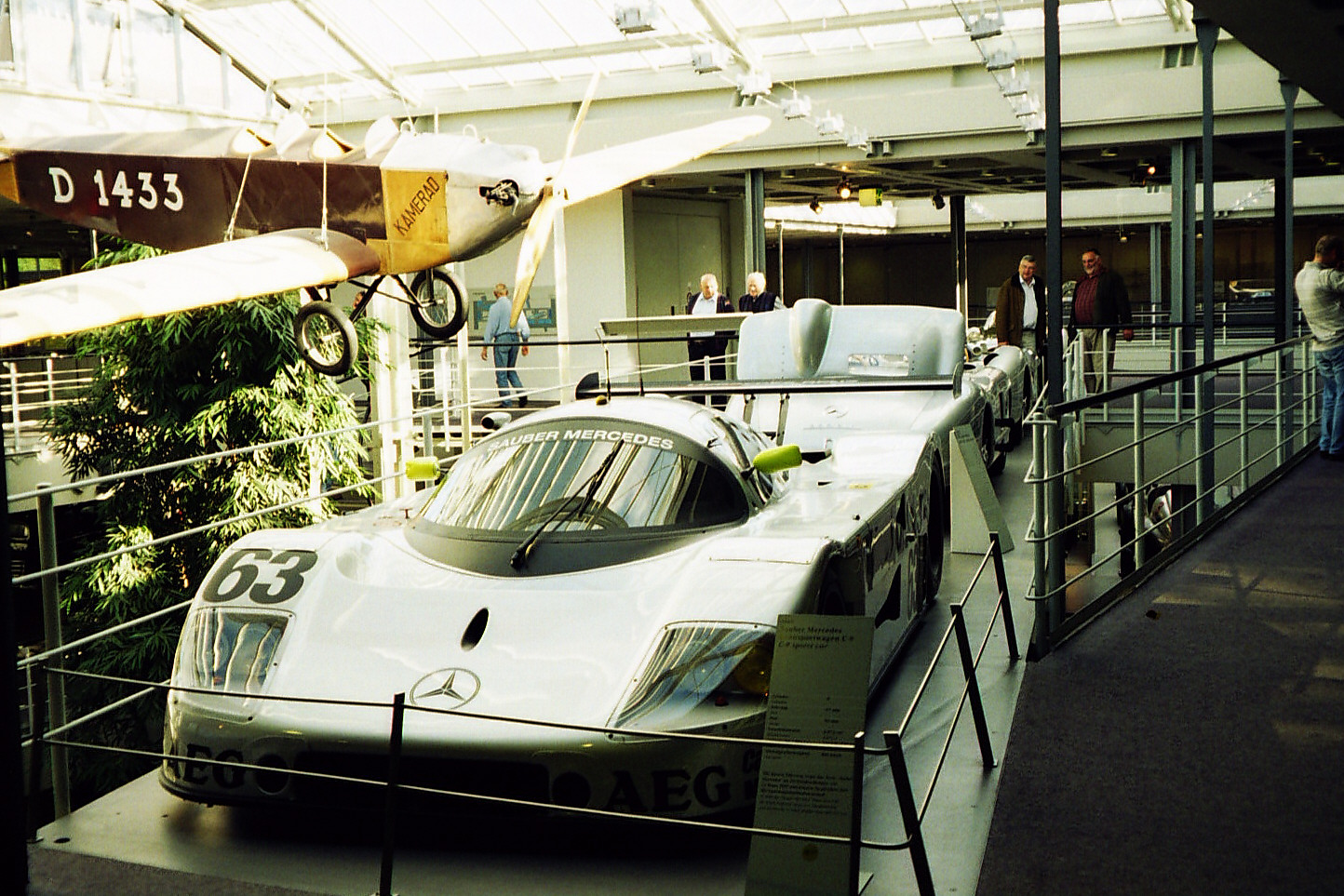
La Sauber C9, victorieuse de l'édition 1989.

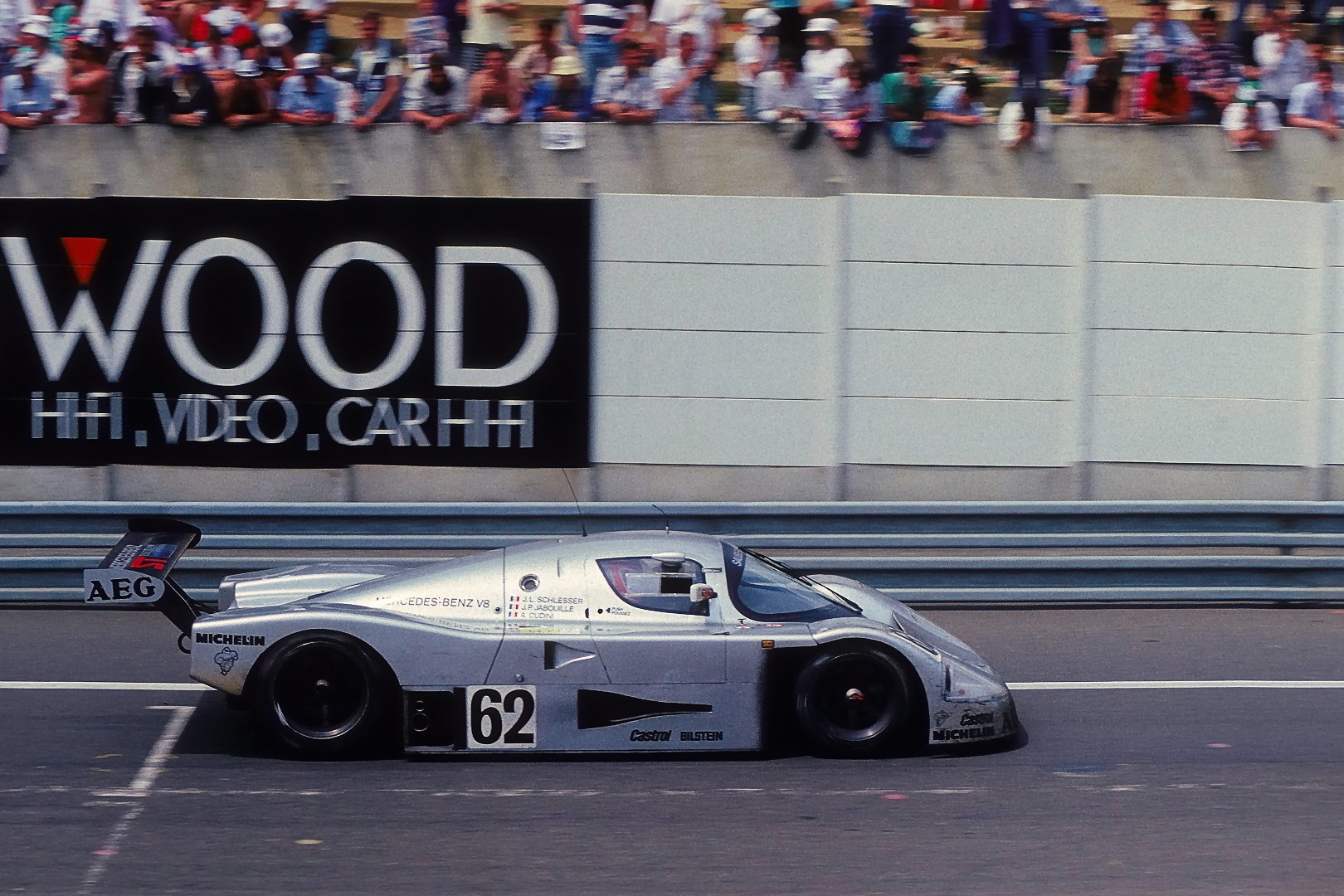
24 Heures du Mans 1989, la Sauber C9 arrivée cinquième.

Voici le classement officiel au terme des 24 heures de course.
- Les vainqueurs de chaque catégorie sont signalés par un fond jauni.
- Pour la colonne Pneus, il faut passer le curseur au-dessus du modèle pour connaître le manufacturier de pneumatiques.

| Pos.  | Catégorie | N°  | Concurrent (Ecurie si différent du concurrent)    | Pilotes                                                      | Châssis                               | Pneus | Tours |
| Pos.  | Catégorie | N°  | Concurrent (Ecurie si différent du concurrent)    | Pilotes                                                      | Moteur                                | Pneus | Tours |
| ----- | --------- | --- | ------------------------------------------------- | ------------------------------------------------------------ | ------------------------------------- | ----- | ----- |
| 1     | C1        | 63  | Team Sauber Mercedes                              | Jochen Mass Manuel Reuter Stanley Dickens                    | Sauber C9                             | M     | 389   |
| 1     | C1        | 63  | Team Sauber Mercedes                              | Jochen Mass Manuel Reuter Stanley Dickens                    | Mercedes-Benz M119 5.0L Turbo V8      | M     | 389   |
| 2     | C1        | 61  | Team Sauber Mercedes                              | Mauro Baldi Kenny Acheson Gianfranco Brancatelli             | Sauber C9                             | M     | 384   |
| 2     | C1        | 61  | Team Sauber Mercedes                              | Mauro Baldi Kenny Acheson Gianfranco Brancatelli             | Mercedes-Benz M119 5.0L Turbo V8      | M     | 384   |
| 3     | C1        | 9   | Joest Racing                                      | Hans-Joachim Stuck Bob Wollek                                | Porsche 962C                          | G     | 382   |
| 3     | C1        | 9   | Joest Racing                                      | Hans-Joachim Stuck Bob Wollek                                | Porsche Type-935 3.0L Turbo Flat-6    | G     | 382   |
| 4     | C1        | 1   | Silk Cut Jaguar ( Tom Walkinshaw Racing)          | Jan Lammers Patrick Tambay Andrew Gilbert-Scott              | Jaguar XJR-9LM                        | D     | 380   |
| 4     | C1        | 1   | Silk Cut Jaguar ( Tom Walkinshaw Racing)          | Jan Lammers Patrick Tambay Andrew Gilbert-Scott              | Jaguar 7.0L V12                       | D     | 380   |
| 5     | C1        | 62  | Team Sauber Mercedes                              | Jean-Louis Schlesser Jean-Pierre Jabouille Alain Cudini      | Sauber C9                             | M     | 378   |
| 5     | C1        | 62  | Team Sauber Mercedes                              | Jean-Louis Schlesser Jean-Pierre Jabouille Alain Cudini      | Mercedes-Benz M119 5.0L Turbo V8      | M     | 378   |
| 6     | C1        | 8   | Joest Racing                                      | Henri Pescarolo Claude Ballot-Léna Jean-Louis Ricci          | Porsche 962C                          | G     | 371   |
| 6     | C1        | 8   | Joest Racing                                      | Henri Pescarolo Claude Ballot-Léna Jean-Louis Ricci          | Porsche Type-935 3.0L Turbo Flat-6    | G     | 371   |
| 7     | GTP       | 201 | Mazdaspeed Co. Ltd.                               | David Kennedy Pierre Dieudonné Chris Hodgetts                | Mazda 767B                            | D     | 368   |
| 7     | GTP       | 201 | Mazdaspeed Co. Ltd.                               | David Kennedy Pierre Dieudonné Chris Hodgetts                | Mazda 13J 2.6L 4-Rotor                | D     | 368   |
| 8     | C1        | 4   | Silk Cut Jaguar ( Tom Walkinshaw Racing)          | Alain Ferté Michel Ferté Eliseo Salazar                      | Jaguar XJR-9LM                        | D     | 368   |
| 8     | C1        | 4   | Silk Cut Jaguar ( Tom Walkinshaw Racing)          | Alain Ferté Michel Ferté Eliseo Salazar                      | Jaguar 7.0L V12                       | D     | 368   |
| 9     | GTP       | 202 | Mazdaspeed Co. Ltd.                               | Takashi Yorino Hervé Regout Elliott Forbes-Robinson          | Mazda 767B                            | D     | 365   |
| 9     | GTP       | 202 | Mazdaspeed Co. Ltd.                               | Takashi Yorino Hervé Regout Elliott Forbes-Robinson          | Mazda 13J 2.6L 4-Rotor                | D     | 365   |
| 10    | C1        | 16  | Brun Motorsport                                   | Harald Huysman Uwe Schäfer Dominique Lacaud                  | Porsche 962C                          | Y     | 351   |
| 10    | C1        | 16  | Brun Motorsport                                   | Harald Huysman Uwe Schäfer Dominique Lacaud                  | Porsche Type-935 3.0L Turbo Flat-6    | Y     | 351   |
| 11    | C1        | 18  | Aston Martin ( Ecurie Ecosse)                     | Brian Redman Michael Roe Costas Los                          | Aston Martin AMR1                     | G     | 340   |
| 11    | C1        | 18  | Aston Martin ( Ecurie Ecosse)                     | Brian Redman Michael Roe Costas Los                          | Aston Martin (Callaway) RDP87 6.0L V8 | G     | 340   |
| 12    | GTP       | 203 | Mazdaspeed Co. Ltd.                               | Yojiro Terada Marc Duez Volker Weidler                       | Mazda 767                             | D     | 339   |
| 12    | GTP       | 203 | Mazdaspeed Co. Ltd.                               | Yojiro Terada Marc Duez Volker Weidler                       | Mazda 13J 2.6L 4-Rotor                | D     | 339   |
| 13    | C1        | 55  | Omron-Team Schuppan                               | Vern Schuppan Eje Elgh Gary Brabham                          | Porsche 962C                          | D     | 321   |
| 13    | C1        | 55  | Omron-Team Schuppan                               | Vern Schuppan Eje Elgh Gary Brabham                          | Porsche Type-935 3.0L Turbo Flat-6    | D     | 321   |
| 14    | C2        | 113 | Courage Compétition                               | Jean-Claude Andruet Philippe Farjon Shunji Kasuya            | Cougar C20B                           | G     | 312   |
| 14    | C2        | 113 | Courage Compétition                               | Jean-Claude Andruet Philippe Farjon Shunji Kasuya            | Porsche Type-935 2.8L Turbo Flat-6    | G     | 312   |
| 15    | C1        | 20  | Team Davey                                        | Tim Lee-Davey Tom Dodd-Noble Katsunori Iketani (en)          | Porsche 962C                          | D     | 308   |
| 15    | C1        | 20  | Team Davey                                        | Tim Lee-Davey Tom Dodd-Noble Katsunori Iketani (en)          | Porsche Type-935 3.0L Turbo Flat-6    | D     | 308   |
| 16    | C2        | 171 | Team MAKO                                         | Robbie Stirling Ross Hyett Don Shead                         | Spice SE88C                           | G     | 307   |
| 16    | C2        | 171 | Team MAKO                                         | Robbie Stirling Ross Hyett Don Shead                         | Ford Cosworth DFL 3.3L V8             | G     | 307   |
| 17    | C2        | 108 | Roy Baker Racing ( GP Motorsport)                 | Dudley Wood Evan Clements Philippe de Henning                | Spice SE87C                           | G     | 303   |
| 17    | C2        | 108 | Roy Baker Racing ( GP Motorsport)                 | Dudley Wood Evan Clements Philippe de Henning                | Ford Cosworth DFL 3.3L V8             | G     | 303   |
| 18    | C2        | 126 | France Prototeam                                  | Jean Messaoudi Pierre-François Rousselot Thierry Lecerf      | Argo JM19C                            | G     | 297   |
| 18    | C2        | 126 | France Prototeam                                  | Jean Messaoudi Pierre-François Rousselot Thierry Lecerf      | Ford Cosworth DFL 3.3L V8             | G     | 297   |
| 19    | C2        | 104 | Graff Racing                                      | Jean-Philippe Grand Rémy Pochauvin Jean-Luc Roy              | Spice SE89C                           | G     | 291   |
| 19    | C2        | 104 | Graff Racing                                      | Jean-Philippe Grand Rémy Pochauvin Jean-Luc Roy              | Ford Cosworth DFL 3.3L V8             | G     | 291   |
| Abd.  | C1        | 14  | Richard Lloyd Racing                              | Derek Bell James Weaver Tiff Needell                         | Porsche 962C GTi                      | G     | 339   |
| Abd.  | C1        | 14  | Richard Lloyd Racing                              | Derek Bell James Weaver Tiff Needell                         | Porsche Type-935 3.0L Turbo Flat-6    | G     | 339   |
| Abd.  | C1        | 10  | Porsche Kremer Racing                             | Kunimitsu Takahashi Bruno Giacomelli Giovanni Lavaggi        | Porsche 962C                          | Y     | 303   |
| Abd.  | C1        | 10  | Porsche Kremer Racing                             | Kunimitsu Takahashi Bruno Giacomelli Giovanni Lavaggi        | Porsche Type-935 3.0L Turbo Flat-6    | Y     | 303   |
| Abd.  | C1        | 25  | Nissan Motorsport                                 | Geoff Brabham Chip Robinson Arie Luyendyk                    | Nissan R89C                           | D     | 250   |
| Abd.  | C1        | 25  | Nissan Motorsport                                 | Geoff Brabham Chip Robinson Arie Luyendyk                    | Nissan VRH35Z 3.5L Turbo V8           | D     | 250   |
| Abd.  | C2        | 101 | Chamberlain Engineering                           | Fermín Vélez Nick Adams Luigi Taverna                        | Spice SE88C                           | G     | 244   |
| Abd.  | C2        | 101 | Chamberlain Engineering                           | Fermín Vélez Nick Adams Luigi Taverna                        | Ford Cosworth DFL 3.3L V8             | G     | 244   |
| Abd.  | C1        | 17  | Brun Motorsport                                   | Oscar Larrauri Walter Brun Jesús Pareja                      | Porsche 962C                          | Y     | 242   |
| Abd.  | C1        | 17  | Brun Motorsport                                   | Oscar Larrauri Walter Brun Jesús Pareja                      | Porsche Type-935 3.0L Turbo Flat-6    | Y     | 242   |
| Abd.  | C1        | 21  | Spice Engineering                                 | Ray Bellm Gordon Spice Lyn St. James                         | Spice SE89C                           | G     | 229   |
| Abd.  | C1        | 21  | Spice Engineering                                 | Ray Bellm Gordon Spice Lyn St. James                         | Ford Cosworth DFZ 3.5L V8             | G     | 229   |
| Abd.  | C1        | 15  | Richard Lloyd Racing                              | Steven Andskär David Hobbs Damon Hill                        | Porsche 962C GTi                      | G     | 228   |
| Abd.  | C1        | 15  | Richard Lloyd Racing                              | Steven Andskär David Hobbs Damon Hill                        | Porsche Type-935 3.0L Turbo Flat-6    | G     | 228   |
| Abd.  | C1        | 32  | Courage Compétition                               | Takao Wada Akio Morimoto Anders Olofsson                     | March 88S                             | Y     | 221   |
| Abd.  | C1        | 32  | Courage Compétition                               | Takao Wada Akio Morimoto Anders Olofsson                     | Nissan VG30 3.0L Turbo V6             | Y     | 221   |
| Abd.  | C1        | 2   | Silk Cut Jaguar ( Tom Walkinshaw Racing)          | John Nielsen Andy Wallace Price Cobb                         | Jaguar XJR-9LM                        | D     | 215   |
| Abd.  | C1        | 2   | Silk Cut Jaguar ( Tom Walkinshaw Racing)          | John Nielsen Andy Wallace Price Cobb                         | Jaguar 7.0L V12                       | D     | 215   |
| Abd.  | C2        | 106 | Porto Kaleo Team ( Noël del Bello Racing)         | Robin Smith (en) Vito Veninta Stefano Sebastiani             | Tiga GC288                            | G     | 194   |
| Abd.  | C2        | 106 | Porto Kaleo Team ( Noël del Bello Racing)         | Robin Smith (en) Vito Veninta Stefano Sebastiani             | Ford Cosworth DFL 3.3L V8             | G     | 194   |
| Abd.  | C1        | 34  | Equipe Alméras Frères                             | Jacques Alméras Jean-Marie Alméras Alain Iannetta            | Porsche 962C                          | G     | 188   |
| Abd.  | C1        | 34  | Equipe Alméras Frères                             | Jacques Alméras Jean-Marie Alméras Alain Iannetta            | Porsche Type-935 3.0L Turbo Flat-6    | G     | 188   |
| Abd.  | C1        | 12  | Courage Compétition                               | Patrick Gonin Bernard de Dryver Bernard Santal               | Cougar C22LM                          | G     | 168   |
| Abd.  | C1        | 12  | Courage Compétition                               | Patrick Gonin Bernard de Dryver Bernard Santal               | Porsche Type-935 3.0L Turbo Flat-6    | G     | 168   |
| Abd.  | C1        | 23  | Nissan Motorsports                                | Masahiro Hasemi Kazuyoshi Hoshino Toshio Suzuki              | Nissan R89C                           | D     | 167   |
| Abd.  | C1        | 23  | Nissan Motorsports                                | Masahiro Hasemi Kazuyoshi Hoshino Toshio Suzuki              | Nissan VRH35Z 3.5L Turbo V8           | D     | 167   |
| Abd.  | C1        | 19  | Aston Martin ( Ecurie Ecosse)                     | David Leslie Ray Mallock David Sears                         | Aston Martin AMR1                     | G     | 153   |
| Abd.  | C1        | 19  | Aston Martin ( Ecurie Ecosse)                     | David Leslie Ray Mallock David Sears                         | Aston Martin (Callaway) RDP87 6.0L V8 | G     | 153   |
| Abd.  | C1        | 22  | Spice Engineering                                 | Thorkild Thyrring Wayne Taylor Tim Harvey                    | Spice SE89C                           | G     | 150   |
| Abd.  | C1        | 22  | Spice Engineering                                 | Thorkild Thyrring Wayne Taylor Tim Harvey                    | Ford Cosworth DFZ 3.5L V8             | G     | 150   |
| Abd.  | C2        | 103 | France Prototeam                                  | Bernard Thuner Philippe de Thoisy Raymond Touroul            | Spice SE88C                           | G     | 133   |
| Abd.  | C2        | 103 | France Prototeam                                  | Bernard Thuner Philippe de Thoisy Raymond Touroul            | Ford Cosworth DFL 3.3L V8             | G     | 133   |
| Abd.  | C2        | 107 | Tiga Race Team                                    | Max Cohen-Olivar John Sheldon Robin Donovan                  | Tiga GC289                            | G     | 126   |
| Abd.  | C2        | 107 | Tiga Race Team                                    | Max Cohen-Olivar John Sheldon Robin Donovan                  | Ford Cosworth DFL 3.3L V8             | G     | 126   |
| Abd.  | C1        | 7   | Joest Racing                                      | Frank Jelinski Pierre-Henri Raphanel Louis Krages            | Porsche 962C                          | G     | 124   |
| Abd.  | C1        | 7   | Joest Racing                                      | Frank Jelinski Pierre-Henri Raphanel Louis Krages            | Porsche Type-935 3.0L Turbo Flat-6    | G     | 124   |
| Abd.  | C1        | 52  | Secateva (WM)                                     | Pascal Pessiot Jean-Daniel Raulet Philippe Gache             | WM P489                               | M     | 110   |
| Abd.  | C1        | 52  | Secateva (WM)                                     | Pascal Pessiot Jean-Daniel Raulet Philippe Gache             | Peugeot ZNS4 3.0L Turbo V6            | M     | 110   |
| Abd.  | C1        | 13  | Courage Compétition                               | Pascal Fabre Jean-Louis Bousquet Jiro Yoneyama               | Cougar C22LM                          | G     | 110   |
| Abd.  | C1        | 13  | Courage Compétition                               | Pascal Fabre Jean-Louis Bousquet Jiro Yoneyama               | Porsche Type-935 3.0L Turbo Flat-6    | G     | 110   |
| Abd.  | C2        | 102 | Chamberlain Engineering                           | John Hotchkis Sr. John Hotchkis Jr. Richard Jones (en)       | Spice SE86C                           | G     | 86    |
| Abd.  | C2        | 102 | Chamberlain Engineering                           | John Hotchkis Sr. John Hotchkis Jr. Richard Jones (en)       | Hart 418T 1.8L Turbo I4               | G     | 86    |
| Abd.  | C1        | 3   | Silk Cut Jaguar ( Tom Walkinshaw Racing)          | Davy Jones Derek Daly Jeff Kline                             | Jaguar XJR-9LM                        | D     | 85    |
| Abd.  | C1        | 3   | Silk Cut Jaguar ( Tom Walkinshaw Racing)          | Davy Jones Derek Daly Jeff Kline                             | Jaguar 7.0L V12                       | D     | 85    |
| Abd.  | C1        | 27  | Brun Motorsport                                   | Rüdi Seher Franz Konrad Andres Vilariño                      | Porsche 962C                          | Y     | 81    |
| Abd.  | C1        | 27  | Brun Motorsport                                   | Rüdi Seher Franz Konrad Andres Vilariño                      | Porsche Type-935 3.0L Turbo Flat-6    | Y     | 81    |
| Abd.  | C1        | 5   | Brun Motorsport                                   | Harald Grohs Akihiko Nakaya Sarel van der Merwe              | Porsche 962C                          | Y     | 78    |
| Abd.  | C1        | 5   | Brun Motorsport                                   | Harald Grohs Akihiko Nakaya Sarel van der Merwe              | Porsche Type-935 3.0L Turbo Flat-6    | Y     | 78    |
| Abd.  | C2        | 177 | Louis Descartes (ALD Automobiles Louis Descartes) | Alain Serpaggi Yves Hervalet Louis Descartes                 | ALD C289                              | G     | 75    |
| Abd.  | C2        | 177 | Louis Descartes (ALD Automobiles Louis Descartes) | Alain Serpaggi Yves Hervalet Louis Descartes                 | Ford Cosworth DFL 3.3L V8             | G     | 75    |
| Abd.  | C1        | 33  | Takefuji-Team Schuppan                            | Will Hoy Jean Alesi Dominic Dobson (en)                      | Porsche 962C                          | D     | 69    |
| Abd.  | C1        | 33  | Takefuji-Team Schuppan                            | Will Hoy Jean Alesi Dominic Dobson (en)                      | Porsche Type-935 3.0L Turbo Flat-6    | D     | 69    |
| Abd.  | C1        | 72  | Primagaz Compétition (Obermaier Racing)           | Jürgen Lässig Pierre Yver Paul Belmondo                      | Porsche 962C                          | G     | 61    |
| Abd.  | C1        | 72  | Primagaz Compétition (Obermaier Racing)           | Jürgen Lässig Pierre Yver Paul Belmondo                      | Porsche Type-935 3.0L Turbo Flat-6    | G     | 61    |
| Abd.  | C1        | 37  | Toyota Team Tom's                                 | Geoff Lees Johnny Dumfries John Watson                       | Toyota 89C-V                          | B     | 58    |
| Abd.  | C1        | 37  | Toyota Team Tom's                                 | Geoff Lees Johnny Dumfries John Watson                       | Toyota R32V 3.2L Turbo V8             | B     | 58    |
| Abd.  | C2        | 151 | Pierre-Alain Lombardi                             | Pierre-Alain Lombardi Bruno Sotty Fabio Magnini              | Spice SE86C                           | G     | 58    |
| Abd.  | C2        | 151 | Pierre-Alain Lombardi                             | Pierre-Alain Lombardi Bruno Sotty Fabio Magnini              | Ford Cosworth DFL 3.3L V8             | G     | 58    |
| Abd.  | C1        | 6   | Alpha Brun Motorsport                             | Maurizio Sandro Sala Walter Lechner Roland Ratzenberger      | Porsche 962C                          | Y     | 58    |
| Abd.  | C1        | 6   | Alpha Brun Motorsport                             | Maurizio Sandro Sala Walter Lechner Roland Ratzenberger      | Porsche Type-935 3.0L Turbo Flat-6    | Y     | 58    |
| Abd.  | C1        | 36  | Toyota Team Tom's                                 | Hitoshi Ogawa Paolo Barilla Ross Cheever                     | Toyota 89C-V                          | B     | 45    |
| Abd.  | C1        | 36  | Toyota Team Tom's                                 | Hitoshi Ogawa Paolo Barilla Ross Cheever                     | Toyota R32V 3.2L Turbo V8             | B     | 45    |
| Abd.  | C1        | 11  | Porsche Kremer Racing                             | Hideki Okada George Fouché Masanori Sekiya                   | Porsche 962CK6                        | Y     | 42    |
| Abd.  | C1        | 11  | Porsche Kremer Racing                             | Hideki Okada George Fouché Masanori Sekiya                   | Porsche Type-935 3.0L Turbo Flat-6    | Y     | 42    |
| Abd.  | C2        | 105 | Porto Kaleo Team ( Noël del Bello Racing)         | Jean-Claude Justice Noël del Bello (de) Jean-Claude Ferrarin | Tiga GC289                            | G     | 36    |
| Abd.  | C2        | 105 | Porto Kaleo Team ( Noël del Bello Racing)         | Jean-Claude Justice Noël del Bello (de) Jean-Claude Ferrarin | Ford Cosworth DFL 3.3L V8             | G     | 36    |
| Abd.  | C1        | 38  | Toyota Team Tom's                                 | Kaoru Hoshino Didier Artzet Keiichi Suzuki                   | Toyota 88C                            | B     | 20    |
| Abd.  | C1        | 38  | Toyota Team Tom's                                 | Kaoru Hoshino Didier Artzet Keiichi Suzuki                   | Toyota 3S-GTM 2.1L Turbo I4           | B     | 20    |
| Abd.  | C2        | 175 | ADA Engineering                                   | Ian Harrower Laurence Bristow Colin Pool                     | ADA 02B                               | G     | 14    |
| Abd.  | C2        | 175 | ADA Engineering                                   | Ian Harrower Laurence Bristow Colin Pool                     | Ford Cosworth DFL 3.3L V8             | G     | 14    |
| Abd.  | C1        | 24  | Nissan Motorsports                                | Julian Bailey Mark Blundell Martin Donnelly                  | Nissan R89C                           | D     | 5     |
| Abd.  | C1        | 24  | Nissan Motorsports                                | Julian Bailey Mark Blundell Martin Donnelly                  | Nissan VRH35Z 3.5L Turbo V8           | D     | 5     |
| N. p. | C1        | 51  | Secateva (WM)                                     | Roger Dorchy Michel Maisonneuve Philippe Gache               | WM P489                               | M     | -     |
| N. p. | C1        | 51  | Secateva (WM)                                     | Roger Dorchy Michel Maisonneuve Philippe Gache               | Peugeot ZNS4 3.0L Turbo V6            | M     | -     |

## Pole position et record du tour
- Pole position : Jean-Louis Schlesser sur Sauber C9 no 62 - Team Sauber Mercedes en 3 min 15 s 04.
- Meilleur tour en course : Alain Ferté sur Jaguar XJR 9 no 4 - Silk Cut Jaguar en 3 min 21 s 27.

## Tours en tête
- no 61 Sauber C9 - Team Sauber Mercedes : 17 (1 /237-252)
- no 3 Jaguar XJR 9 - Silk Cut Jaguar : 41 (2-12 / 15-24 / 28-38 / 42-50)
- no 9 Porsche 962 C - Joest Racing : 109 (13 / 25-27 / 39-41 / 51-152)
- no 1 Jaguar XJR 9 - Silk Cut Jaguar : 82 (14/ 153-233)
- no 63 Sauber C9 - Team Sauber Mercedes : 140 (234-236 / 253-389)

## À noter
- Longueur du circuit : 13,535 km
- Distance parcourue : 5 262,115 km
- Vitesse moyenne : 219,990 km/h
- Écart avec le 2e : 67,675 km
- 230 000 spectateurs